# Mariusz Lewandowski
Mariusz Lewandowski (Legnica, 18. svibnja 1979.) je poljski umirovljeni nogometaš koji je igrao devet godina u Šahtar Donjecku. 
Igrao je za poljsku reprezentaciju na SP-u 2006. i EP-u 2008.